# Tweejarige plant

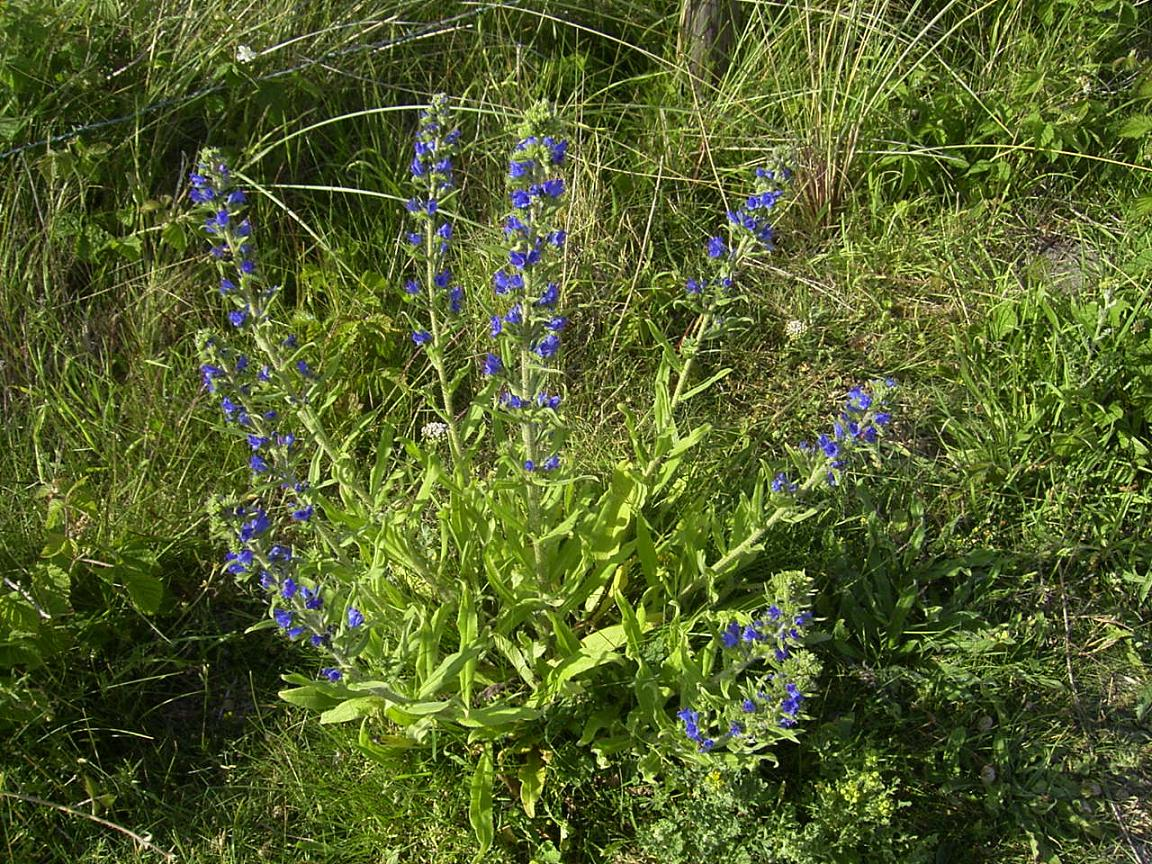
Bloeiend slangenkruid

Tweejarige planten zijn monocarpisch, wat wil zeggen dat ze slechts één keer bloeien en vrucht dragen. Een tweejarige plant leeft twee jaar waarbij de plant het eerste jaar groeit en een stengel, bladeren en wortels vormt. In het tweede jaar bloeit de plant en produceert zaad, hierna sterft de plant af. Slangenkruid (Echium vulgare) is een voorbeeld van een tweejarige plant. Voor de bloei in het tweede jaar is bij een aantal soorten vernalisatie nodig. Voorbeelden zijn de wintergranen zoals wintertarwe.